# Levatka ostrá
Levatka ostrá (Physella acuta) je druh vodního plže z čeledi levatkovití.

## Synonyma
- Haitia acuta
- Physa acuta (Draparnaud, 1805)
- Physella heterostropha (Say, 1817)
- Physella integra (Haldeman, 1841)

## Rozšíření
V Česku vyskytující se populace je zavlečená ze Severní Ameriky nebo mediteránní.

## Popis
Velikost plže: 1–2 cm
Plicnatý plž, který má ulitu dole širší, ke konci protaženou do špičky. Patří mezi nejrychleji se pohybující plže.[zdroj?]

## Biologie
Tento plž má velkou reprodukční schopnost (od nakladení do cca 3 mm velkých plžů to trvá jen týden).

## V akváriích
Do evropských akvárií se dostává na tropických a subtropických rostlinách. Je velmi dobrý požírač řas. Mladí plži rádi okusují řasy a odumřelé zbytky rostlin. Větší plži, pokud mají nedostatek zmíněné potravy, mohou začít požírat rostliny (dělají v nich díry a okusují kraje). Lze tomu předejít dokrmováním a odstraňováním větších jedinců (větších než 0,5 cm). Tento plž produkuje velké množství výkalů, což může být v porovnání s jeho velikostí zarážející.
vhodné životní podmínky v akváriích:
- teplota vody: 18–25 °C
- kyselost vody: 7–14 pH
- tvrdost vody: 6,8–12° dGH